# Campeonato Peruano de Voleibol Feminino de 2019–20 - Série A
A Liga Nacional de Voleibol Feminino de 2019–20 - Série A por questões de patrocínio Liga Nacional de Voleibol Feminino "Copa Movistar" será a 18ª edição desta competição organizada pela FPV. Também será a 50ª edição do Campeonato Peruano de Voleibol Feminino, a principal competição entre clubes de voleibol feminino do Peru. Participaram do torneio dez equipes provenientes de três regiões peruanas, ou seja, de Liberdade (região), Callao (região) e Lima (região).  

## Equipes participantes
| Equipe                              | Cidade   | Última participação | Temporada 2018/2019 |
| ----------------------------------- | -------- | ------------------- | ------------------- |
| Club Alianza Lima Vóley             | Lima     | A1 2018/2019        | 6º                  |
| Circolo Sportivo Italiano           | Lima     | A1 2018/2019        | 2º                  |
| Regatas Lima                        | Lima     | A1 2018/2019        | 5º                  |
| Géminis de Comas                    | Lima     | A1 2018/2019        | 8º                  |
| Deportivo Jaamsa                    | Lima     | A1 2018/2019        | 3º                  |
| Sport Real[REN]                     | Lima     | A1 2018/2019        | 7º                  |
| Universidad César Vallejo           | Trujillo | A1 2018/2019        | 4º                  |
| Universidad de San Martín de Porres | Lima     | A1 2018/2019        | 1º                  |
| Deportivo Alianza [REN]             | Lima     | A/P 2019            | 1º                  |
| Rebaza Acosta                       | Callao   | A/P 2019            | 2º                  |

Nota
REN ^  Deportivo Alianza disputou a temporada 2018-19 como Universidad SISE. e o Sport Real disputou a referida edição com o nome de Sporting Cristal

## Fase classificatória

### Classificação
- Vitória por 3 sets a 0 ou 3 a 1: 3 pontos para o vencedor;
- Vitória por 3 sets a 2: 2 pontos para o vencedor e 1 ponto para o perdedor.
- Não comparecimento, a equipe perde 2 pontos.
- Em caso de igualdade por pontos, os seguintes critérios servem como desempate: número de vitórias, média de sets e média de pontos.

|  |                                                 |
|  | Equipes classificadas para às quartas-de-final. |
|  | Quadrangular de Ascenso ou Permanência          |

|     |                           |     | Jogos | Jogos | Jogos | Resultados | Resultados | Resultados | Resultados | Resultados | Resultados | Sets | Sets | Sets  | Pontos | Pontos | Pontos |
| Pos | Equipe                    | Pts | T     | V     | D     | 3–0        | 3–1        | 3–2        | 2–3        | 1–3        | 0–3        | V    | P    | R     | V      | P      | R      |
| --- | ------------------------- | --- | ----- | ----- | ----- | ---------- | ---------- | ---------- | ---------- | ---------- | ---------- | ---- | ---- | ----- | ------ | ------ | ------ |
| 1   | Regatas Lima              | 12  | 4     | 4     | 0     | 4          | 0          | 0          | 0          | 0          | 0          | 12   | 0    | MAX   | 300    | 191    | 1.571  |
| 2   | USMP                      | 12  | 4     | 4     | 0     | 4          | 0          | 0          | 0          | 0          | 0          | 12   | 0    | MAX   | 300    | 197    | 1.523  |
| 3   | Alianza Lima              | 9   | 4     | 3     | 1     | 2          | 1          | 0          | 0          | 0          | 1          | 9    | 4    | 2.250 | 300    | 292    | 1.027  |
| 4   | Circolo Sportivo Italiano | 6   | 3     | 2     | 1     | 2          | 0          | 0          | 0          | 0          | 1          | 6    | 3    | 2,000 | 205    | 174    | 1.178  |
| 5   | Deportivo Jaamsa          | 5   | 3     | 2     | 1     | 0          | 1          | 1          | 0          | 0          | 1          | 6    | 6    | 1,000 | 263    | 249    | 1.056  |
| 6   | Sport Real                | 5   | 4     | 2     | 2     | 1          | 0          | 1          | 0          | 0          | 2          | 6    | 8    | 0.750 | 349    | 311    | 1.122  |
| 7   | Géminis de Comas          | 3   | 4     | 1     | 3     | 1          | 0          | 0          | 0          | 2          | 1          | 5    | 9    | 0.556 | 296    | 336    | 0.881  |
| 8   | UCV                       | 2   | 3     | 0     | 3     | 0          | 0          | 0          | 2          | 0          | 1          | 4    | 9    | 0.444 | 250    | 286    | 0.874  |
| 9   | Rebaza Acosta             | 0   | 3     | 0     | 3     | 0          | 0          | 0          | 0          | 0          | 3          | 0    | 9    | 0,000 | 177    | 225    | 0.787  |
| 10  | Deportivo Alianza         | 0   | 4     | 0     | 4     | 0          | 0          | 0          | 0          | 0          | 4          | 0    | 12   | 0,000 | 180    | 300    | 0.600  |

## Playoffs
|  | Quartas-de-final          | Quartas-de-final          | Quartas-de-final          | Quartas-de-final          | Quartas-de-final          |  |  | Semifinais                  | Semifinais                  | Semifinais                  | Semifinais                  | Semifinais                  |                             |                             | Final                       | Final                       | Final                       | Final                       | Final                       |  |  |
|  | fevereiro a março de 2020 | fevereiro a março de 2020 | fevereiro a março de 2020 | fevereiro a março de 2020 | fevereiro a março de 2020 |  |  | março de 2020               | março de 2020               | março de 2020               | março de 2020               | março de 2020               |                             |                             | março de 2020               | março de 2020               | março de 2020               | março de 2020               | março de 2020               |  |  |
|  |                           |                           |                           |                           |                           |  |  |                             |                             |                             |                             |                             |                             |                             |                             |                             |                             |                             |                             |  |  |
|  | 1º                        |                           |                           |                           |                           |  |  |                             |                             |                             |                             |                             |                             |                             |                             |                             |                             |                             |                             |  |  |
|  | 8º                        |                           |                           |                           |                           |  |  |                             |                             |                             |                             |                             |                             |                             |                             |                             |                             |                             |                             |  |  |
|  |                           | ?º                        |                           |                           |                           |  |  |                             |                             |                             |                             |                             |                             |                             |                             |                             |                             |                             |                             |  |  |
|  |                           |                           |                           |                           |                           |  |  |                             |                             |                             |                             |                             |                             |                             |                             |                             |                             |                             |                             |  |  |
|  |                           | ?º                        |                           |                           |                           |  |  |                             |                             |                             |                             |                             |                             |                             |                             |                             |                             |                             |                             |  |  |
|  | 4º                        |                           |                           |                           |                           |  |  |                             |                             |                             |                             |                             |                             |                             |                             |                             |                             |                             |                             |  |  |
|  |                           |                           |                           |                           |                           |  |  |                             |                             |                             |                             |                             |                             |                             |                             |                             |                             |                             |                             |  |  |
|  | 5º                        |                           |                           |                           |                           |  |  |                             |                             |                             |                             |                             |                             |                             |                             |                             |                             |                             |                             |  |  |
|  |                           |                           |                           |                           |                           |  |  |                             |                             |                             |                             |                             |                             |                             | ?º                          |                             |                             |                             |                             |  |  |
|  |                           |                           | ?º                        |                           |                           |  |  |                             |                             |                             |                             |                             |                             |                             |                             |                             |                             |                             |                             |  |  |
|  | 2º                        |                           |                           |                           |                           |  |  |                             |                             |                             |                             |                             |                             |                             |                             |                             |                             |                             |                             |  |  |
|  | 7º                        |                           |                           |                           |                           |  |  |                             |                             |                             |                             |                             |                             |                             |                             |                             |                             |                             |                             |  |  |
|  |                           | ?º                        |                           |                           |                           |  |  | Disputa pelo terceiro lugar | Disputa pelo terceiro lugar | Disputa pelo terceiro lugar | Disputa pelo terceiro lugar | Disputa pelo terceiro lugar | Disputa pelo terceiro lugar | Disputa pelo terceiro lugar | Disputa pelo terceiro lugar | Disputa pelo terceiro lugar | Disputa pelo terceiro lugar | Disputa pelo terceiro lugar | Disputa pelo terceiro lugar |  |  |
|  |                           |                           |                           |                           |                           |  |  | Disputa pelo terceiro lugar | Disputa pelo terceiro lugar | Disputa pelo terceiro lugar | Disputa pelo terceiro lugar | Disputa pelo terceiro lugar | Disputa pelo terceiro lugar | Disputa pelo terceiro lugar | Disputa pelo terceiro lugar | Disputa pelo terceiro lugar | Disputa pelo terceiro lugar | Disputa pelo terceiro lugar | Disputa pelo terceiro lugar |  |  |
|  |                           | ?º                        |                           |                           |                           |  |  |                             | março de 2020               | março de 2020               | março de 2020               | março de 2020               | março de 2020               | março de 2020               | março de 2020               |                             |                             |                             |                             |  |  |
|  | 3º                        | ?º                        |                           |                           |                           |  |  |                             | março de 2020               | março de 2020               | março de 2020               | março de 2020               | março de 2020               | março de 2020               | março de 2020               |                             |                             |                             |                             |  |  |
|  |                           |                           |                           |                           |                           |  |  |                             |                             |                             |                             |                             |                             |                             |                             |                             |                             |                             |                             |  |  |
|  | 6º                        |                           |                           |                           |                           |  |  |                             |                             |                             |                             |                             |                             |                             |                             |                             |                             |                             |                             |  |  |
|  |                           |                           |                           |                           |                           |  |  |                             |                             |                             |                             |                             |                             |                             | ?º                          |                             |                             |                             |                             |  |  |
|  |                           |                           |                           |                           |                           |  |  |                             |                             |                             |                             |                             |                             |                             | ?º                          |                             |                             |                             |                             |  |  |

## Classificação final
| Posição           | Equipe | Classificação/rebaixamento                                    |
| ----------------- | ------ | ------------------------------------------------------------- |
| Medalha de ouro   |        | Sul-Americano de Clubes de 2021--> · LNSV 2020/2021 - Série A |
| Medalha de prata  |        | LNSV 2020/2021 - Série A                                      |
| Medalha de bronze |        | LNSV 2020/2021 - Série A                                      |
| 4                 |        | LNSV 2020/2021 - Série A                                      |
| 5                 |        | LNSV 2020/2021 - Série A                                      |
| 6                 |        | LNSV 2020/2021 - Série A                                      |
| 7                 |        | LNSV 2020/2021 - Série A                                      |
| 8                 |        | LNSV 2020/2021 - Série A                                      |
| 9                 |        | Quadrangular Ascenso ou Permanência                           |
| 10                |        | Quadrangular Ascenso ou Permanência                           |

## Premiações
| LNSV 2019/2020                        |
| Peru                                  |
| ------------------------------------- |
| A definir Campeão (?° título Peruano) |

### Individuais
As atletas que se destacaram individualmente foram:
| Maior pontuadora      |
| 2° Maior pontuadora   |
| Melhor central        |
| 2° Melhor central     |
| Melhor ponteira       |
| 2° Melhor ponteira    |
| Melhor oposto         |
| 2° Melhor oposto      |
| Melhor levantadora    |
| 2° Melhor Levantadora |
| Melhor líbero         |
| 2° Melhor líbero      |
| Melhor sacadora       |
| 2° Melhor sacadora    |